# Aeroportul North Eleuthera
Aeroportul North Eleuthera (IATA: ELH, ICAO: MYEH) este un aeroport din North Eleuthera⁠(d), Bahamas.
Situat la o altitudine de 4 m, aeroportul dispune de o singură pistă.